# Ley de Sedición de 1918
La Ley de Sedición de 1918 (Pub. L. 65-150, 40 Stat. 553, promulgada el 16 de mayo de 1918) fue una ley del Congreso de los Estados Unidos que amplió la Ley de Espionaje de 1917 para cubrir una gama más amplia de delitos, en particular el discurso y la expresión de la opinión que arrojaba una luz negativa sobre el gobierno o el esfuerzo de guerra o interfería con la venta de bonos del gobierno. 

## Contenido
La Ley de Sedición de 1918 prohibía el uso de «lenguaje desleal, profano, escabroso o abusivo» sobre el gobierno de Estados Unidos, su bandera o sus fuerzas armadas, o que provocara en otras personas una actitud de desprecio hacia el gobierno estadounidense o sus instituciones. Los condenados en virtud de esta ley recibían, por lo general, penas de prisión de entre cinco y veinte años. La ley también permitía al director general del Servicio Postal negarse a entregar el correo que cumpliera los mismos criterios de discurso u opinión punibles. Sólo se aplicaba en momentos «en que Estados Unidos esté en guerra». Estados Unidos se encontraba en estado de guerra declarado en el momento de su aprobación, la Primera Guerra Mundial. La ley fue derogada el 13 de diciembre de 1920.
Aunque la legislación promulgada en 1918 se denomina comúnmente Ley de Sedición, en realidad era un conjunto de enmiendas a la Ley de Espionaje. Por lo tanto, muchos estudios sobre la Ley de Espionaje y la Ley de Sedición tienen dificultades para informar sobre las dos «leyes» por separado. Por ejemplo, un historiador informa de que «se llevaron a cabo unos mil quinientos procesamientos en virtud de las Leyes de Espionaje y Sedición, que dieron lugar a más de mil condenas». Las decisiones judiciales no utilizan el término abreviado Ley de Sedición, sino el término jurídico correcto para la ley, la Ley de Espionaje, tanto en su versión original como en la enmendada en 1918.

## Legislación previa
La Ley de Espionaje de 1917 tipificaba como delito interferir en el esfuerzo bélico, perturbar el reclutamiento militar o intentar ayudar a una nación en guerra con EE. UU. La violencia en tiempos de guerra por parte de grupos locales de ciudadanos, a veces turbas o vigilantes, persuadió a algunos legisladores de que la ley era inadecuada. En su opinión, el país estaba siendo testigo de casos de desorden público que representaban el intento del propio público de castigar el discurso impopular ante la incapacidad del gobierno para hacerlo. Unas enmiendas que reforzaran la autoridad del gobierno en virtud de la Ley de Espionaje impedirían que las turbas hicieran lo que el gobierno no era capaz de hacer.

## Debate y aprobación

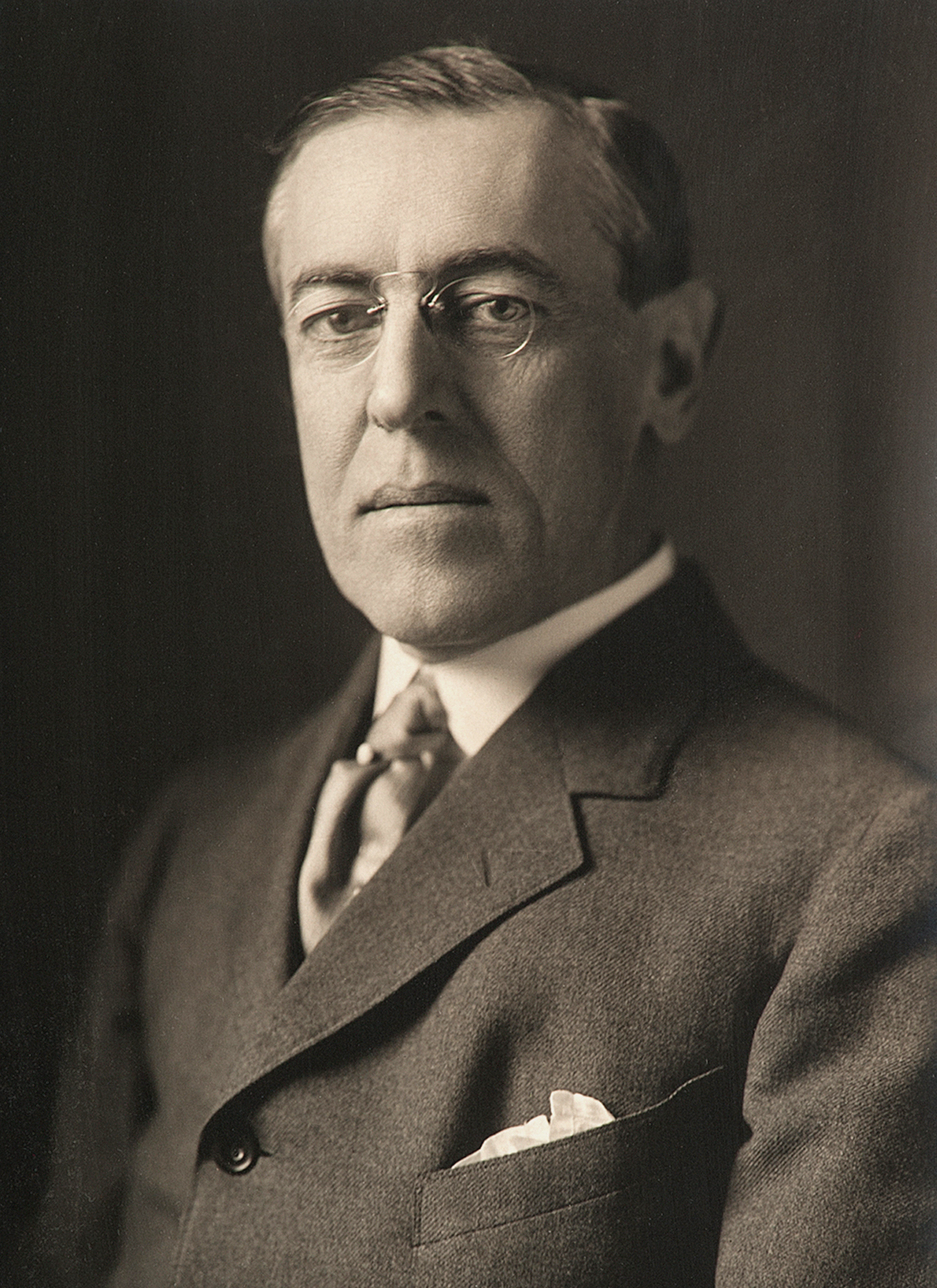
Presidente Woodrow Wilson

El presidente Wilson y su fiscal general Thomas Watt Gregory consideraron el proyecto de ley como un compromiso político. Esperaban evitar audiencias que avergonzaran a la administración por su incapacidad para perseguir los discursos ofensivos. También temían otras propuestas que habrían retirado la autoridad procesal del Departamento de Justicia y la habrían colocado en el Departamento de Guerra, creando una especie de proceso de consejo de guerra civil de dudosa constitucionalidad. La votación final para su aprobación fue de 48 a 26 en el Senado y de 293 a 1 en la Cámara de Representantes, con el único voto en contra en la Cámara del socialista Meyer London de Nueva York.
Aunque gran parte del debate se centró en el lenguaje preciso de la ley, hubo una oposición considerable en el Senado, casi toda por parte de los republicanos, especialmente Henry Cabot Lodge e Hiram Johnson. Johnson defendió la libertad de expresión y Lodge se quejó de que la administración no había utilizado las leyes ya existentes. El expresidente Theodore Roosevelt también se mostró en contra.
Los funcionarios del Departamento de Justicia, que no estaban muy entusiasmados con la ley, esperaban que, aunque no generara muchos procesamientos, ayudara a acallar las peticiones públicas de más medidas gubernamentales contra quienes no se consideraban suficientemente patriotas.

## Aplicación y recursos de inconstitucionalidad
La legislación llegó tan tarde en la guerra, sólo unos meses antes del Día del Armisticio, que los procesamientos en virtud de las disposiciones de la Ley de Sedición fueron escasos. Un caso notable fue el de Mollie Steimer, condenada en virtud de la Ley de Espionaje modificada por la Ley de Sedición. Al principio, los fiscales de EE. UU. tenían una discreción considerable en el uso de estas leyes, hasta que el fiscal general Gregory, unas semanas antes del final de la guerra, les ordenó que no actuaran sin su aprobación. La aplicación de estas leyes variaba enormemente de una jurisdicción a otra, con mayor actividad en los estados occidentales donde estaba activo el sindicato Industrial Workers of the World. Por ejemplo, Marie Equi fue detenida por dar un discurso en la sala de la IWW en Portland, Oregón, y fue condenada una vez finalizada la guerra.
En abril de 1918, el gobierno arrestó al industrial William C. Edenborn, ciudadano naturalizado alemán, en su negocio ferroviario de Nueva Orleans, Luisiana. Fue acusado de hablar «deslealmente» cuando supuestamente menospreció la amenaza de Alemania a la seguridad de Estados Unidos.
En junio de 1918, la figura del Partido Socialista Eugene V. Debs, de Indiana, fue arrestado por violar la Ley de Sedición al socavar los esfuerzos de reclutamiento del gobierno. Fue condenado a diez años de prisión. Cumplió su sentencia en la Penitenciaría Federal de Atlanta desde el 13 de abril de 1919 hasta diciembre de 1921, cuando el Presidente Harding conmutó la sentencia de Debs por tiempo cumplido. En marzo de 1919, el Presidente Wilson, a sugerencia del Fiscal General Gregory, liberó o redujo las sentencias de unos doscientos prisioneros condenados bajo la Ley de Espionaje o la Ley de Sedición
Al quedar inoperante la ley por el fin de las hostilidades, el fiscal general A. Mitchell Palmer emprendió una campaña pública, no ajena a su propia campaña por la candidatura demócrata a la presidencia, a favor de una versión de la Ley de Sedición para tiempos de paz. En enero de 1919 envió una circular a los directores de periódicos en la que esbozaba sus motivos, citando la peligrosa prensa en lengua extranjera y los intentos radicales de crear malestar en las comunidades afroamericanas. A principios de junio de 1920 testificó a favor de dicha ley. En un momento dado, el Congreso tenía más de 70 versiones de propuestas de redacción y enmiendas para un proyecto de ley de ese tipo, pero no tomó ninguna medida sobre la controvertida propuesta durante el año de campaña de 1920. Después de que una decisión judicial más tarde en junio citara la campaña antirradical de Palmer por su abuso de poder, el conservador Christian Science Monitor se encontró incapaz de apoyarlo más, escribiendo el 25 de junio de 1920: «Lo que parecía ser un exceso de radicalismo... se encontró ciertamente con... un exceso de represión". La Ley de Registro de Extranjeros de 1940 fue la primera ley de sedición estadounidense en tiempos de paz.
El Tribunal Supremo de EE. UU. confirmó la Ley de Sedición en el caso Abrams contra Estados Unidos (1919), aplicada a personas que instaban a reducir la producción de material de guerra esencial. Oliver Wendell Holmes utilizó su opinión disidente para hacer un comentario sobre lo que se ha dado en llamar «el mercado de ideas». Decisiones posteriores del Tribunal Supremo, como Brandenburg contra Ohio (1969), hacen poco probable que una legislación similar se considere constitucional hoy en día.

## Derogación
Como parte de una amplia derogación de las leyes de tiempos de guerra, el Congreso derogó la Ley de Sedición el 13 de diciembre de 1920. En 1921, el presidente Woodrow Wilson ofreció indultos a la mayoría de los condenados por la Ley de Sedición.